# Lytocarpia striata
Lytocarpia striata is een hydroïdpoliep uit de familie Aglaopheniidae. De poliep komt uit het geslacht Lytocarpia. Lytocarpia striata werd in 2003 voor het eerst wetenschappelijk beschreven door Vervoort & Watson. 